# Torenia bonatii
Torenia bonatii är en tvåhjärtbladig växtart som beskrevs av Fischer, Schäferhoff och Müller. Torenia bonatii ingår i släktet Torenia och familjen Linderniaceae. Inga underarter finns listade i Catalogue of Life.